# Le Rendez-vous de Hong Kong
Le Rendez-vous de Hong-Kong (titre original : Soldier of Fortune) est un film américain réalisé par Edward Dmytryk, sorti en 1955.

## Synopsis
Jane Hoyt, une américaine arrive à Hong-Kong à la recherche de son mari disparu. Ce dernier, journaliste free lance et ancien militaire, s'était rendu illégalement en Chine pour faire un reportage, et est emprisonné à Canton, suspecté d'espionnage. Après des démarches infructueuses auprès de la police anglaise de Honk Kong, Jane Hoyt fait la connaissance de Hank Lee, un américain qui a fait fortune en trafiquant avec sa flotte de jonques et à de multiples contact avec la société honk-kongaise. Hank Lee va tomber amoureux de Jane. Chacun mène ses recherches de son côté, et Jane se rend à Macao, où elle est séquestrée par Rocha, un escroc de Macao. Hank Lee la délivre et organise l'évasion de son mari de sa prison de Canton. Celui-ci s'envole pour de nouvelles aventures tandis que Jane choisit de rester avec Hank Lee.

## Fiche technique
- Titre : Le Rendez-vous de Hong-Kong
- Titre original : Soldier of Fortune
- Réalisation : Edward Dmytryk
- Producteur : Buddy Adler
- Société de production : 20th Century Fox
- Scénario : Ernest K. Gann d'après son propre roman
- Photographie : Leo Tover
- Montage : Dorothy Spencer
- Musique : Hugo Friedhofer
- Direction artistique : Jack Martin Smith et Lyle R. Wheeler
- Costumes : Charles Le Maire et Sam Benson (non crédité)
- Pays de production :  États-Unis
- Langue : Anglais
- Format : Couleur (CinemaScope) — 35 mm — 2,55:1 — Son mono (copies optiques) (Western Electric Recording) / stéréo 4 pistes (copies magnétiques) (Western Electric Recording)
- Genre : Film dramatique, Film policier, Film d'aventure, Film romantique, Thriller
- Durée : 96 minutes
- Date de sortie :
  - États-Unis : 27 mai 1955
- Affiche : Boris Grinsson (France)

## Distribution
- Clark Gable :  (VF: Claude Péran) Hank Lee
- Susan Hayward : (VF; Claire Guibert) Jane Hoyt
- Michael Rennie : (VF: Marc Valbel) Inspecteur Merryweather
- Gene Barry : (VF: Claude Bertrand) Louis Hoyt
- Alexander D'Arcy : (VF; Claude Erwin) Rene Dupont Chevalier
- Tom Tully : Tweedie
- Anna Sten : Madame Dupree
- Russell Collins : Icky, pianiste
- Leo Gordon : Big Matt
- Richard Loo : Général Po Lin
- Soo Yong : Dak Lai
- Frank Tang : Capitaine Ying Fai
- Jack Kruschen : Austin Stoker
- Mel Welles : Fernand Rocha
- Barry Bernard : un britannique